# Flexenbahn
| Flexenbahn            | Flexenbahn                          |
| --------------------- | ----------------------------------- |
| Kabine der Flexenbahn |                                     |
| Standort:             | Stuben am Arlberg ↔ Zürs Österreich |
| Bauart:               | kuppelbare Einseil-Umlaufbahn       |
| Baujahr:              | 2016                                |
| Berg:                 | Ochsenboden                         |
| Talstation:           | Alpe Rauz , 1665 m                  |
| Höhendifferenz:       | 562 m                               |
| Bergstation:          | Ochsenboden , 2227 m (Zürs)         |
| Streckenlänge:        | 1771 m                              |
| Fahrdauer:            | 6 min                               |
| Anzahl der Gondeln:   | 47 Stk.                             |
| Anzahl der Stützen:   | 12 Stk.                             |
| Kapazität:            | 2400 Pers./Stunde                   |
| Hersteller:           | Doppelmayr                          |
| Betreiber:            | Flexenbahn GmbH                     |
| Website:              | Flexenbahn                          |

Die Flexenbahn ist eine Luftseilbahn (Einseilumlaufbahn) in Stuben am Arlberg (Gemeinde Klösterle) im österreichischen Bundesland Vorarlberg. Die Talstation liegt im Gebiet der Alpe Rauz.
Die Flexenbahn verbindet seit 2016 die Talstation auf 1665 m ü. A. mit der Bergstation in 2227 m ü. A. Die Bergstation der Flexenbahn in der Gemeinde Lech, im Ortsteil Zürs, auf dem sogenannten Ochsenboden auf 2227 m ü. A. ist zugleich die Mittelstation der Trittkopfbahn. Die Anlage der Flexenbahn befindet sich je zur Hälfte im Eigentum der Ski Zürs AG und der Stubner Fremdenverkehrs-GmbH und wird von der Flexenbahn GmbH betrieben.

## Name
Der Name der Seilbahn ist von dem hier seit altersher bestehenden Verbindungsweg zwischen dem oberen Lechtal (Warth, Lech und Zürs) mit dem Klostertal bei Stuben, der viele Kehren (Flexen) aufwies, abgeleitet. Der Name Flexen wird in der Region für eine größere Zahl an geographischen Objekten als Namensbestandteil verwendet, z. B.: Flexenkopf, Flexenpass, Flexenspitze, Flexenstraße, Flexenbach oder Flexenmulde.

## Technische Daten
Der Neubau der Flexenbahn war Teil einer Gesamtinvestition von 45 Millionen Euro für weitere Verbesserungen und Seilbahnanlagen (Albonabahn II und Trittkopfbahn I und II sowie Umbau Übungshangbahn). Dadurch wurde am Arlberg das größte zusammenhängende Skigebiet in Österreich geschaffen. 

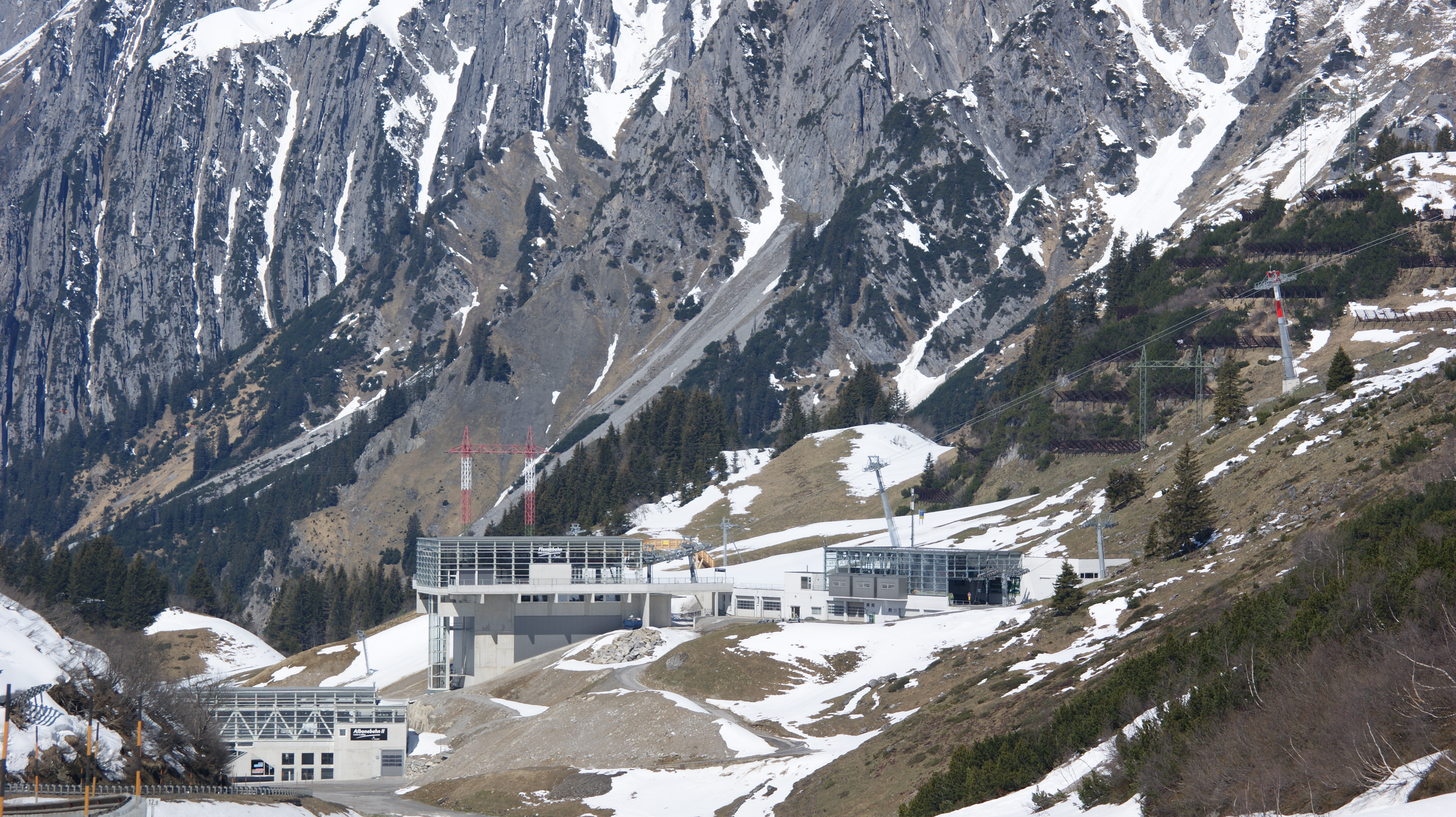
Talstation der Flexenbahn (Mitte), der Albonabahn II (links unten) der Valfagehrbahn (rechts) auf der Alpe Rauz

In die Talstation der Flexenbahn ist ein Komplex mit der Talstation der Valfagehrbahn und der Albonabahn II. Das Zugangsniveau der Flexenbahn befindet sich auf derselben Höhe wie der Einstieg zur bereits bestehenden Valfagehrbahn. Das Zugangsniveau liegt etwa 25 m über dem Niveau der Einstiege der Albonabahn II. Das Talstationsgebäude ist eine zweigeschoßige Stahlkonstruktion mit flach geneigten Dächern und einer Rundumverglasung. Im Untergeschoß befindet sich der Fahrbetriebsmittelbahnhof.

### Seilbahn

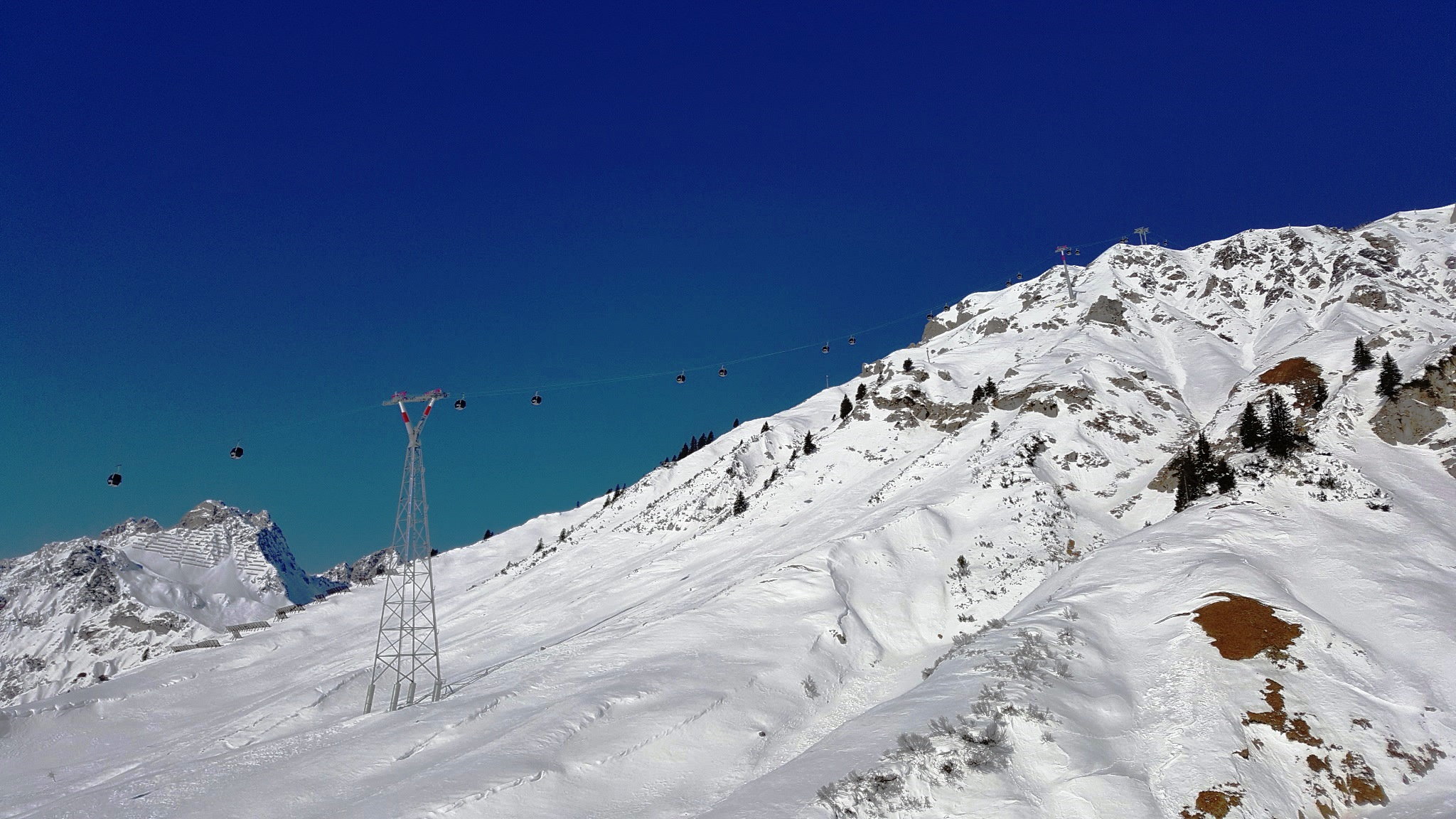
Strecke Flexenbahn

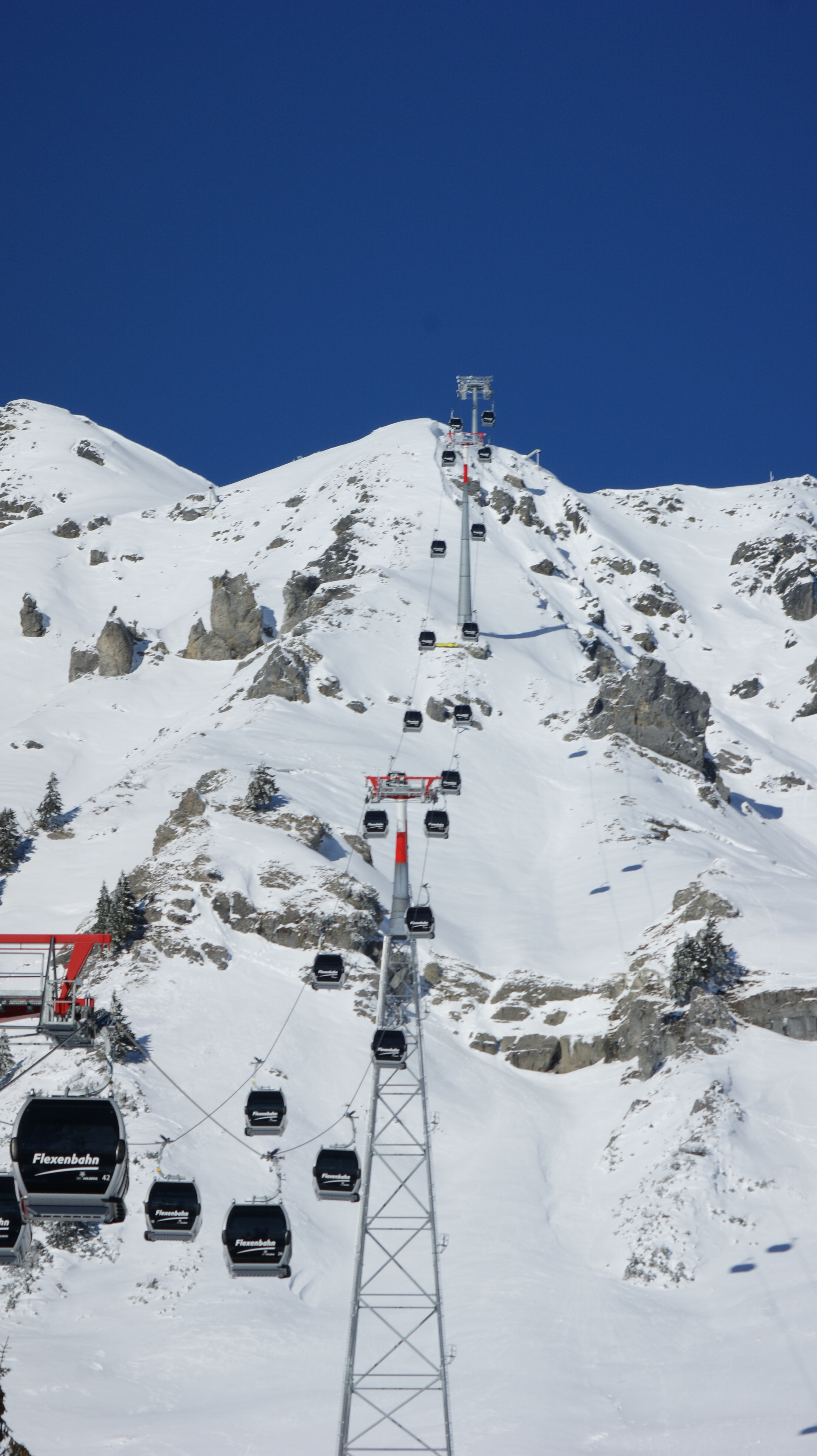

- Talstation: Alpe Rauz auf 1665 m
- Bergstation (Mittelstation): Zürs auf 2227 m
- Eigentümer: Ski Zürs AG und Stubner Fremdenverkehrs-GmbH
- Betriebsgesellschaft: Flexenbahn GmbH
- Hersteller: Doppelmayr, Wolfurt
- Seilbahntyp: 10er - Einseil-Umlaufbahn (MGD)
- Ausrichtung der Anlage: weitgehend von Süd (Talstation) nach Nord (Bergstation)
- Beförderungskapazität: 2400 Personen/Stunde
- Errichtung: Frühjahr 2016
- Eröffnung: 2. Dezember 2016
- Höhenunterschied: 562 m
- Streckenlänge: 1650 m
- Horizontale Länge: 1630 m
- Anzahl der Stützen: 13 (maximale Stützenhöhe ca. 64 m – Stütze 5)
- Größter Bodenabstand: 65 m
- Maximale Förderleistung: 2400 Pers/h
- Durchschnittliche Fahrzeit: 5 min
- Fahrgeschwindigkeit Strecke: 6,0 m/s
- Seilhersteller: Fatzer
- Spannstation Förderseil: Talstation (hydraulisch regelbar)
- Antriebsstation: Bergstation (Mittelstation)
- Antriebsart: elektrisch
- Betriebsmittel: 47 CWA OMEGA IV-10 SI mit Sitzheizung
- Personen pro Betriebsmittel: 10
- Garagierung: Unterflur in der Talstation
- Fahrtrichtung: im Uhrzeigersinn
- Saisonzeit: Winterbetrieb[3]

### Station Ochsenboden

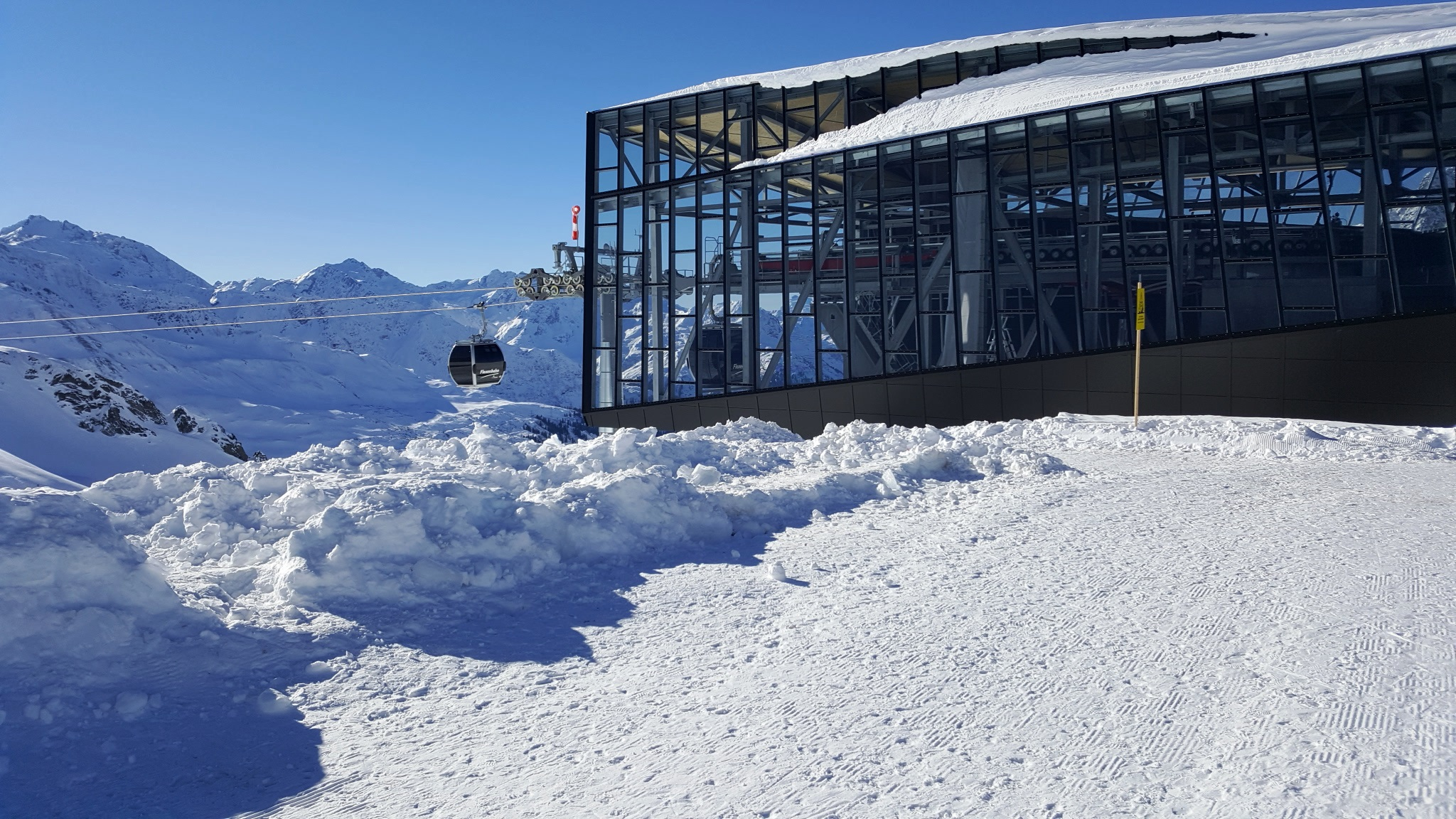
Station am Ochsenboden in Zürs

Das oberirdisch zweistöckige Gebäude der Mittelstation in Stahlskelettbauweise steht auf einem Betonsockel und befindet sich auf dem Plateau des sogenannten Ochsenbodens und bildet den Schnittpunkt der Trittkopfbahnen I und II sowie der Flexenbahn. Es liegt auf 2227 m ü. A. Aufgrund der hier zusammenlaufenden drei Seilbahnen hat das Gebäude eine markant geschwungene Y-Form. Die maximale Gebäudehöhe beträgt ca. 11,5 m. Teilweise wurden Photovoltaikmodule in die Fassade integriert. Im Obergeschoß des Gebäudes befindet sich die Bergstation der Flexenbahn und die Zwischenstation der Trittkopfbahn. Das Untergeschoß des Gebäudes beherbergt das Skimuseum Hall Of Fame, in den Unter- bzw. Kellergeschoßen sind außerdem die Technik-, Lager- und WC-Räume untergebracht. Die Antriebe aller drei Seilbahnen befinden sich in dieser Mittelstation.

### Lawinensprenganlage
Im Bereich Himmeleck wurde eine ferngesteuerte Lawinensprenganlage mit drei Lawinenwächtern errichtet. Die zuvor bestehende Sprengseilbahn wurde abgetragen.

## Kritik
Der Neubau der Anlagen Flexenbahn und Trittkopfbahn I und II fand und findet nicht nur positiven Rückfall. Insbesondere wurden die dauerhaften und teilweise irreparablen Eingriffe in die Umwelt kritisiert. Dies betrifft u. a. auch besonders die Inanspruchnahme von bisher völlig unverbauten und ungenützten Bereichen zum und auf dem Ochsenboden sowie die Verbindung zur Alpe Rauz über die Flexenbahn. Auch im Hinblick auf die Dimensionierung der Mittelstation mit einer großen Dachterrasse wurden Zweifel laut.
Positiv für die Umwelt wird hervorgehoben, dass durch die Flexenbahn rund 120 Busfahrten weniger pro Tag durch die Flexengalerie zwischen Zürs und der Alpe Rauz notwendig sind und weniger Pkw direkt in die Dörfer fahren. Durch die Flexenbahn sind auch keine neuen Skipisten erforderlich geworden, sondern es ist dies eine Verbindungsanlage.

## Skigebiet
Die Flexenbahn gehört zum Skigebiet Ski Arlberg und liegt an der Landesgrenze der österreichischen Bundesländer Vorarlberg und Tirol. Die Flexenbahn ist das maßgebliche Bindeglied, mit dem das größte zusammenhängende Skigebiet Österreichs verwirklicht werden konnte.